# Zástřizly
Zástřizly (en allemand : Sastrisel ou Zástřiz) est une commune du district de Kroměříž, dans la région de Zlín, en République tchèque. Sa population s'élevait à 145 habitants en 2025.

## Géographie
Zástřizly se trouve à 20 km au sud-ouest de Kroměříž, à 33 km à l'ouest-sud-ouest de Zlín, à 47 km à l'est-sud-est de Brno et à 227 km au sud-est de Prague.

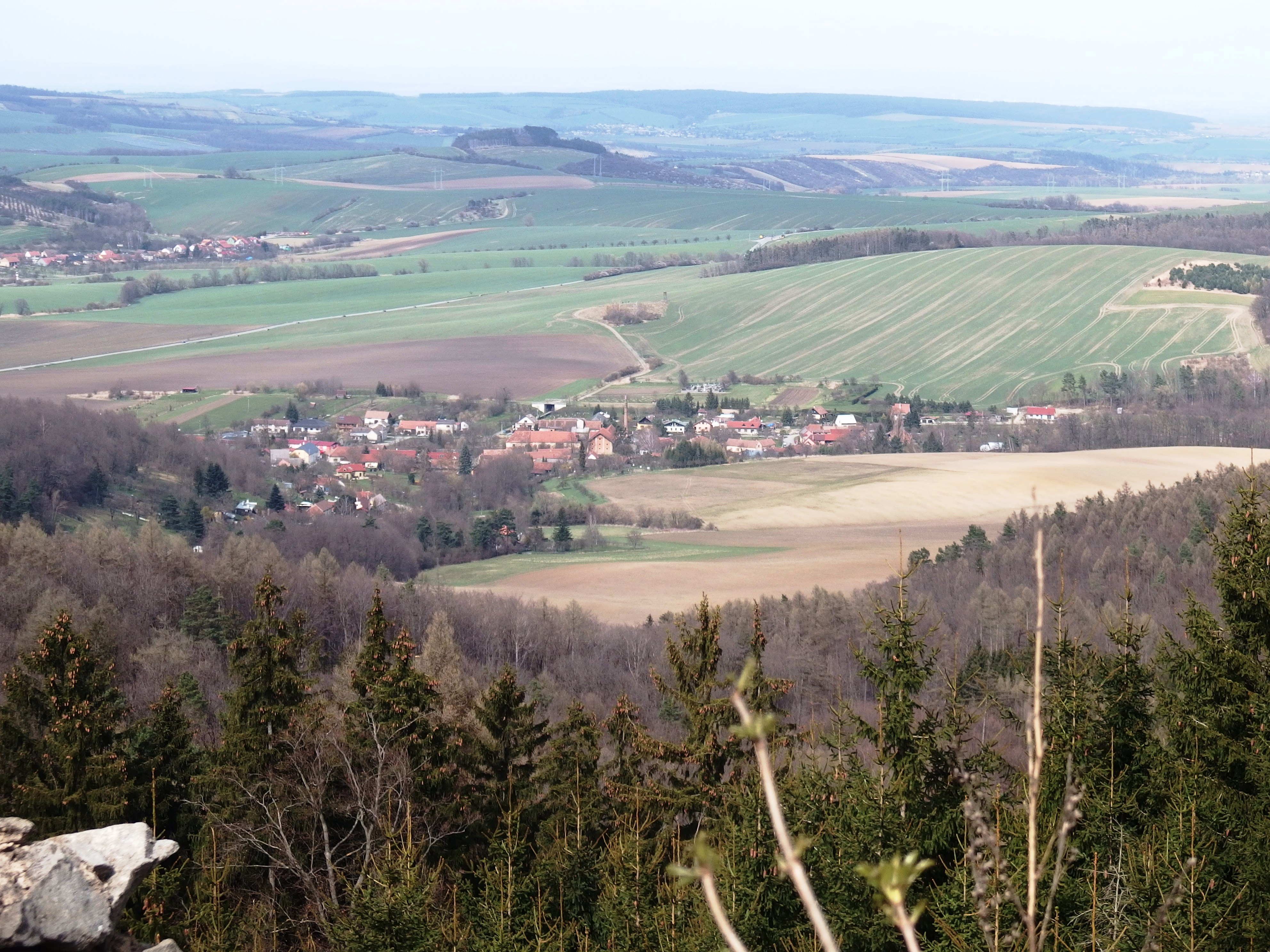
Vue générale.

La commune est limitée par Chvalnov-Lísky au nord, par Staré Hutě à l'est, par Stupava au sud et par Střílky à l'ouest.

## Histoire
La première mention écrite de la localité date de 1349.

## Transports
Par la route, Zástřizly se trouve à 24 km de Kroměříž, à 28 km de Uherské Hradiště, à 49 km de Zlín, à 51 km de Brno et à 257 km de Prague.

## Source
- (cs) Cet article est partiellement ou en totalité issu de l’article de Wikipédia en tchèque intitulé « Zástřizly » (voir la liste des auteurs).